# 藏中黄堇
藏中黄堇（学名：Corydalis anaginova）为罂粟科紫堇属下的一个种。

## 扩展阅读
- 維基物種上的相關：藏中黄堇